# متسینگن
شهر متسینگن (به آلمانی: Metzingen) در ایالت بادن-وورتمبرگ در کشور آلمان واقع شده‌است.